# 卡梅倫 (德克薩斯州)
卡梅倫（英語：Cameron）是一個位於美國德克薩斯州米拉姆縣的城市。根據2010年美國人口普查，該地共人口5634人，而該地的面積約為11.00平方千米。同時該地也是米拉姆縣的縣治。

## 地理
卡梅倫的座標為30°51′16″N 96°58′43″W / 30.85444°N 96.97861°W，而該地的平均海拔高度為122米（即400英尺）。